# Ejército Revolucionario
L'Esercito rivoluzionario cubano (in spagnolo Ejército Revolucionario) è l'esercito di Cuba, componente terrestre delle Forze armate rivoluzionarie cubane.

## Storia

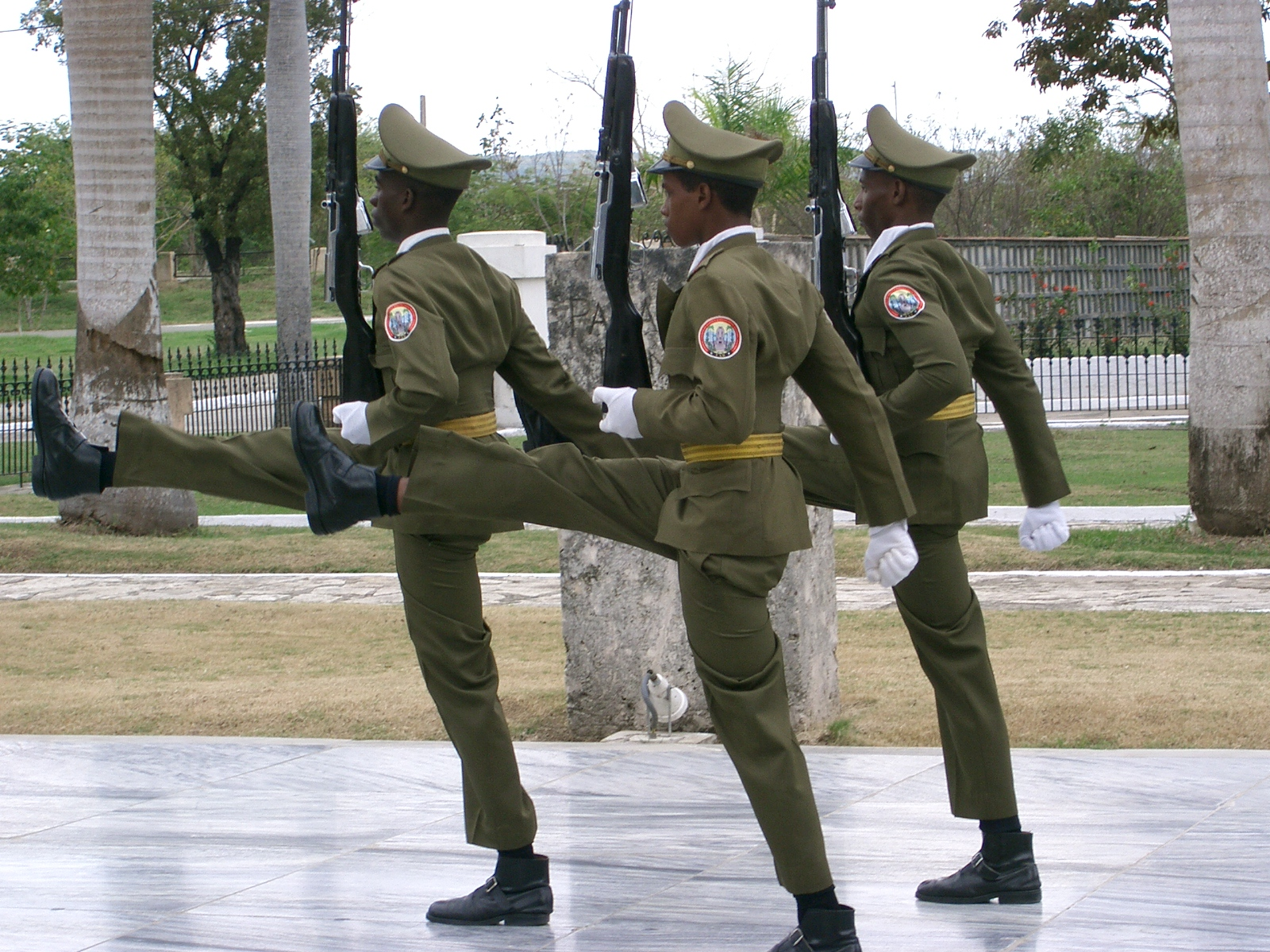
Guardie al Mausoleo di José Martí, Santiago di Cuba

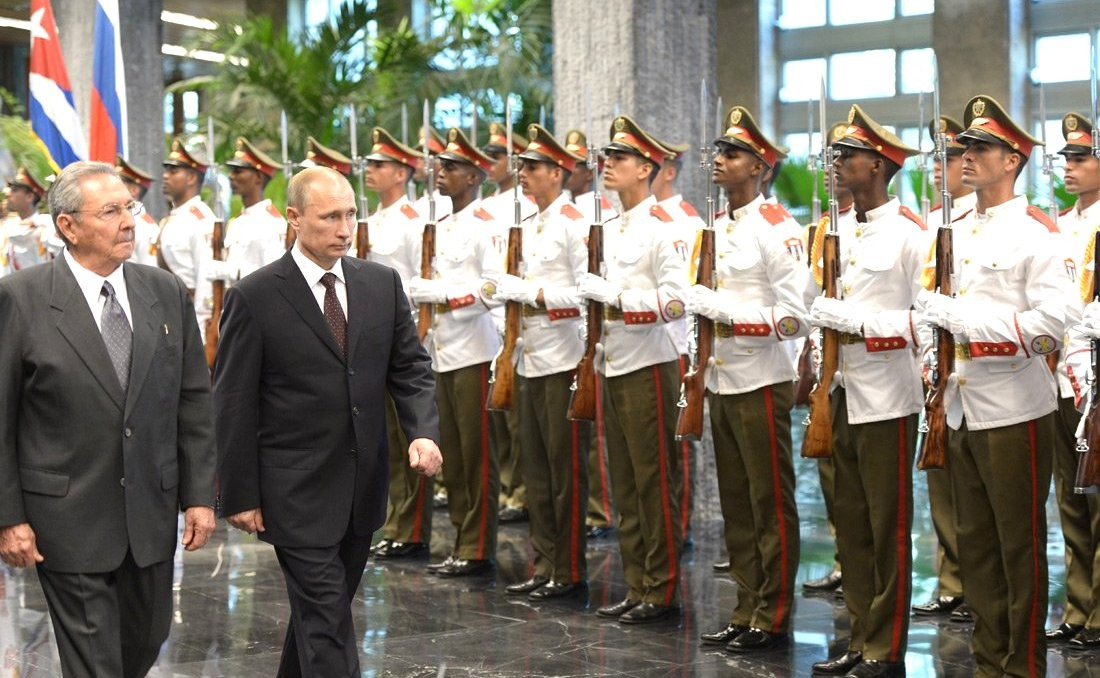
Vladimir Putin passa in rivista la Guardia d'onore dell'esercito al Palazzo della Rivoluzione all'Avana nel 2014.

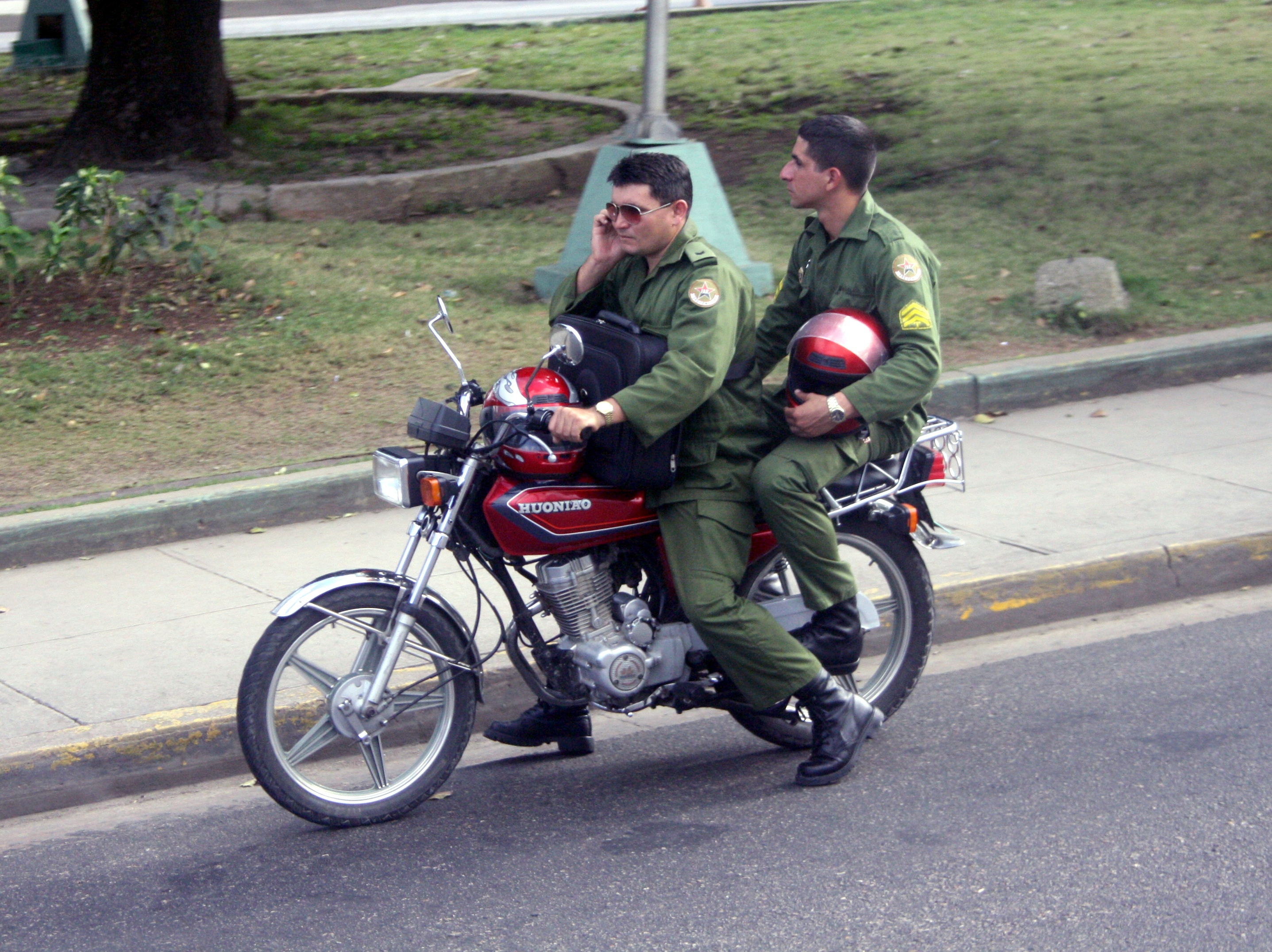
Soldati delle Fuerzas Armadas Revolucionarias in motocicletta

L'Esercito costituzionale cubano nella sua forma originale venne fondato nel 1895 dai rivoluzionari cubani durante la guerra d'indipendenza cubana. Esso mantenne la neutralità durante la prima guerra mondiale e venne coinvolto nella battaglia dei Caraibi durante la seconda guerra mondiale, quando fece parte degli Alleati sostenuti dagli Stati Uniti. Dopo che la Rivoluzione cubana rovesciò il governo di Fulgencio Batista, l'Esercito ribelle cubano sotto la guida di Fidel Castro venne riorganizzato nelle attuali forze armate di Cuba.
Nel 1984, secondo Jane's Military Review, c'erano tre principali comandi geografici: Occidentale, Centrale ed Orientale. C'erano circa 130.000 uomini e ogni comando era presidiato da un'armata che comprendeva una singola divisione corazzata, una divisione meccanizzata e un corpo d'armata di tre divisioni di fanteria, sebbene il Comando Orientale avesse due corpi d'armata per un totale di sei divisioni. C'era anche una regione militare indipendente, con una singola divisione di fanteria, che presidiava l'Isola della Gioventù.
Una valutazione della Defense Intelligence Agency degli Stati Uniti nella prima metà del 1998 affermò che le unità corazzate e di artiglieria dell'esercito erano a bassi livelli di prontezza a causa di un addestramento "gravemente ridotto", generalmente incapaci di svolgere operazioni efficaci al di sopra del livello di battaglione e che l'equipaggiamento era per lo più in spazio di archiviazione e non disponibile con breve preavviso. Lo stesso rapporto affermava che le forze per operazioni speciali cubane continuavano ad addestrarsi, ma su scala minore rispetto a prima e che mentre la mancanza di pezzi di ricambio per le sue apparecchiature esistenti e l'attuale grave carenza di carburante stavano incidendo sempre più sulle capacità operative, Cuba è rimasta in grado di offrire notevole resistenza a qualsiasi potenza regionale.

### Organizzazione del 1996
Nel 1996, secondo Jane's Information Group, l'esercito era organizzato in tre Comandi Militari Territoriali con tre Armate, un'armata per ciascun comando. A quel tempo, c'erano circa 38.000 membri dell'esercito.

### Organizzazione del 2002
Nel 1999 l'Esercito rivoluzionario rappresentava circa il 70% della forza lavoro militare regolare di Cuba. Secondo l'IISS, i 45.000 soldati stimati dell'esercito includevano 6.000 soldati attivi e 39.000 membri delle riserve pronte che stavano completando i quarantacinque giorni di servizio attivo annuale necessari per mantenere il loro status, così come i coscritti che stavano svolgendo il loro servizio militare obbligatorio.
L'IISS riferì nel 1999 che le formazioni di truppe dell'esercito consistevano di quattro o cinque brigate corazzate; nove brigate di fanteria meccanizzata; una brigata aerea; quattordici brigate di riserva; e la Brigata di frontiera. Inoltre, c'era un reggimento di artiglieria di difesa aerea e una brigata missilistica terra-aria. Si ritiene che a ciascuna delle tre armate territoriali fosse assegnata almeno una brigata corazzata, solitamente distaccata al quartier generale dell'armata, nonché una brigata di fanteria meccanizzata. Inoltre, è noto che la Brigata di frontiera a Guantanamo e almeno un reggimento di artiglieria terrestre (distaccato a una brigata di fanteria meccanizzata), con sede a Las Tunas, sono sotto il comando dell'Armata orientale.

## Organizzazione attuale

### Comando dell'Esercito rivoluzionario
- Brigata aviotrasportata composta da 2 battaglioni (all'Avana e nei suoi immediati dintorni)
- Divisione di artiglieria (all'Avana e dintorni)
- Brigata SAM[7]
- Un reggimento d'artiglieria antiaerea[7]

### Armata occidentale
È dislocata nella capitale e nelle province dell'Avana e di Pinar del Río:
- 1ª Divisione d'addestramento corazzata
- 70ª Divisione meccanizzata
- 78ª Divisione corazzata "Soccorso sanguinoso"
- II Corpo d'armata (Pinar del Río):
  - 24ª Divisione fanteria
  - 27ª Divisione fanteria
  - 28ª Divisione fanteria

### Armata centrale
Schierata nelle province di Matanzas, Villa Clara, Cienfuegos e Sancti Spiritus:
- 81ª Divisione fanteria
- 84ª Divisione fanteria
- 86ª Divisione fanteria
- 89ª Divisione fanteria
- 12º Reggimento corazzato/1ª Divisione corazzata
- 242º Reggimento fanteria/24ª Divisione fanteria
- IV Corpo d'armata (Las Villas):
  - 41ª Divisione fanteria
  - 43ª Divisione fanteria
  - 48ª Divisione fanteria

### Armata orientale
Province di Santiago di Cuba, Guantanamo, Granma, Holguín, Las Tunas, Camagüey e Ciego de Avila:
- 3ª Divisione corazzata
- 6ª Divisione corazzata
- 9ª Divisione corazzata
- 31ª Divisione fanteria
- 32ª Divisione fanteria
- 38ª Divisione fanteria
- 84ª Divisione fanteria
- 90ª Divisione fanteria
- 95ª Divisione fanteria
- 97ª Divisione fanteria
- Brigata di frontiera di Guantanamo (fondata nel 1961)[8]
- 123ª Divisione fanteria/ex 12ª Divisione fanteria
- 281º Reggimento fanteria/28ª Divisione fanteria
- V Corpo d'armata (Holguín):
  - 50ª Divisione meccanizzata
  - 52ª Divisione fanteria
  - 54ª Divisione fanteria
  - 56ª Divisione fanteria
  - 58ª Divisione fanteria
- VI Corpo d'armata (Camagüey):
  - 60ª Divisione meccanizzata
  - 63ª Divisione fanteria
  - 65ª Divisione fanteria
  - 69ª Divisione fanteria

## Equipaggiamento

### Armi piccole
| Nome                           | Paese d'origine  | Tipo                                                   | Note                                           |
| ------------------------------ | ---------------- | ------------------------------------------------------ | ---------------------------------------------- |
| PM                             | Unione Sovietica | Pistola semiautomatica                                 | Pistola standard.                              |
| APS                            | Unione Sovietica | Pistola mitragliatrice                                 | Usata dalle forze speciali                     |
| APS (fucile anfibio)           | Unione Sovietica | Fucile d'assalto anfibio                               | In uso presso le forze speciali.               |
| SKS                            | Unione Sovietica | Carabina semiautomatica                                | Perlopiù limitata all'uso di arma cerimoniale. |
| AKM                            | Unione Sovietica | Fucile d'assalto                                       | Fucile d'assalto standard.                     |
| RPK                            | Unione Sovietica | Mitragliatrice leggera                                 |                                                |
| SG-43                          | Unione Sovietica | Mitragliatrice media                                   |                                                |
| KPV                            | Unione Sovietica | Mitragliatrice pesante                                 |                                                |
| PKM                            | Unione Sovietica | Mitragliatrice ad uso generale                         |                                                |
| PM-63 RAK                      | Polonia          | Mitra                                                  | Usato da alcune unità della MTT.               |
| M16A1                          | Stati Uniti      | Fucile d'assalto                                       | Forse catturato durante la guerra fredda.      |
| SVD                            | Unione Sovietica | Fucile di precisione semiautomatico                    |                                                |
| Fucile di precisione Alejandro | Cuba             | Fucile di precisione ad otturatore girevole-scorrevole |                                                |
| Mambi                          | Cuba             | Fucile antimateriale                                   |                                                |
| RPG-7                          | Unione Sovietica | RPG                                                    |                                                |
| SPG-9                          | Unione Sovietica | Cannone senza rinculo                                  |                                                |
| AGS-17                         | Unione Sovietica | Lanciagranate automatico                               |                                                |
| LPO-50                         | Unione Sovietica | Lanciafiamme                                           |                                                |
| RGD-5                          | Unione Sovietica | Granata a mano                                         |                                                |
| F1                             | Unione Sovietica | Granata a mano                                         |                                                |

### Carri armati leggeri e medi
| Nome  | Paese d'origine  | Quantità    | Note  |
| ----- | ---------------- | ----------- | ----- |
| T-72  | Unione Sovietica | Sconosciuta |       |
| PT-76 | Unione Sovietica | 50          | [ 9 ] |

### Carri armati da combattimento
| Nome    | Paese d'origine  | Quantità | Note         |
| ------- | ---------------- | -------- | ------------ |
| T-54/55 | Unione Sovietica | 800      | T-55M attivi |
| T-62    | Unione Sovietica | 380      | T-62M attivi |
| T-72    | Unione Sovietica |          |              |

### Veicoli blindati da ricognizione
| Nome   | Paese d'origine  | Quantità | Note |
| ------ | ---------------- | -------- | ---- |
| BRDM-2 | Unione Sovietica | 100      |      |

### Veicoli da combattimento della fanteria
| Nome  | Paese d'origine             | Quantità | Note |  |
| ----- | --------------------------- | -------- | ---- |  |
| BMP-1 | Unione Sovietica (bandiera) | 120      |      |  |

### Veicoli trasporto truppe
| Nome    | Paese d'origine  | Quantità | Note |
| ------- | ---------------- | -------- | --- |
| BTR-40  | Unione Sovietica | 100      | |
| BTR-50  | Unione Sovietica | 200      | |
| BTR-60  | Unione Sovietica | +800     | Varie versione di questo veicolo. Inclusa una con un cannone da 100 mm ed una torretta modificata del T-55. |
| BTR-70  | Unione Sovietica | ??       | |
| BTR-152 | Unione Sovietica | 150      | |

### Artiglieria trainata
| Nome | Paese d'origine  | Quantità | Note |
| ---- | ---------------- | -------- | --- |
| A-19 | Unione Sovietica |          | |
| D-20 | Unione Sovietica |          | |
| D-30 | Unione Sovietica |          | Utilizzato principalmente come cannoni per il semovente d'artiglieria insieme al modernizzato A-19 da 122mm.                                                                                 |
| M-30 | Unione Sovietica |          | Usato come cannone di saluto che spara 21 colpi di cannone a salve. |
| M-46 | Unione Sovietica |          | Questo cannone a lungo raggio da 130mm viene utilizzato anche come pezzo d'artiglieria semovente su un camion 6x6 chiamato Jupiter-V ed esiste anche una versione montata su un telaio T-34. |

### Semoventi d'artiglieria
| Nome         | Paese d'origine  | Quantità | Note |
| ------------ | ---------------- | -------- | ---- |
| 2S1 Gvozdika | Unione Sovietica | 60       |      |
| 2S3 Akatsiya | Unione Sovietica | 40       |      |

### Lanciarazzi multiplo
| Nome        | Paese d'origine  | Quantità | Note |
| ----------- | ---------------- | -------- | ---- |
| BM-21       | Unione Sovietica |          |      |
| P-15 Termit | Unione Sovietica |          |      |

### Mortai
| Nome    | Paese d'origine  | Quantità | Note |
| ------- | ---------------- | -------- | ---- |
| M-38/43 | Unione Sovietica |          |      |
| M-41/43 | Unione Sovietica |          |      |

### Armi anticarro
| Nome        | Paese d'origine  | Quantità | Note              |
| ----------- | ---------------- | -------- | ----------------- |
| AT-3 Sagger | Unione Sovietica |          | Montato su BTR-60 |
| AT-4 Spigot | Unione Sovietica |          |                   |
| T-12        | Unione Sovietica |          |                   |

### Cannoni contraerei
| Nome     | Paese d'origine  | Quantità | Note |
| -------- | ---------------- | -------- | ---- |
| ZPU-4    | Unione Sovietica | 200      |      |
| ZU-23-2  | Unione Sovietica | 400      |      |
| ZSU-23-4 | Unione Sovietica | 36       |      |
| ZSU-57-2 | Unione Sovietica | 25       |      |
| KS-19    | Unione Sovietica |          |      |
| M-1939   | Unione Sovietica | 300      |      |
| S-60     | Unione Sovietica | 200      |      |

### SAM
| Nome               | Paese d'origine             | Quantità | Note |
| ------------------ | --------------------------- | -------- | ---- |
| SA-6 Gainful       | Unione Sovietica (bandiera) | 12       |      |
| SA-7 Grail         | Unione Sovietica (bandiera) |          |      |
| SA-8 Gecko         | Unione Sovietica (bandiera) | 16       |      |
| SA-9 Gaskin        | Unione Sovietica (bandiera) | 60       |      |
| SA-13 Gopher       | Unione Sovietica (bandiera) | 100      |      |
| SA-14 Gremlin      | Unione Sovietica (bandiera) |          |      |
| SA-16 Gimlet       | Unione Sovietica (bandiera) |          |      |
| S-75 Dvina         | Unione Sovietica (bandiera) | 144      |      |
| S-125 Neva/Pechora | Unione Sovietica (bandiera) | 60       |      |

### SAM semoventi
| Nome               | Paese d'origine             | Quantità | Note                                                                                |
| ------------------ | --------------------------- | -------- | ----------------------------------------------------------------------------------- |
| S-75 Dvina         | Unione Sovietica (bandiera) | 25       | Su telaio T-55.                                                                     |
| S-125 Neva/Pechora | Unione Sovietica (bandiera) |          | Su telaio T-55. Questo missile è stato visto nella parata militare cubana del 2006. |

## Uniformi
L'uniforme più comune indossata dai soldati cubani sembra essere un'uniforme verde oliva in tinta unita. L'uniforme di servizio è indossata con anfibi neri lucidi, e i cappelli più comuni che vengono indossati con questa uniforme sono berretti da pattuglia irrigiditi che sono stati resi famosi al di fuori degli Stati Uniti per essere stati indossati da Fidel Castro. Anche i carristi, la polizia militare e le unità delle forze speciali possono indossare berretti con questa uniforme. L'uniforme utility cubana assomiglia molto all'uniforme OG-107 che era uno standard nelle forze armate degli Stati Uniti.